# Adobe Director
Adobe Director era un software prodotto da Adobe, utile per la creazione di applicazioni multimediali. Deriva da VideoWorks prodotto da MacroMind nel 1985, rinominato in Director nel 1987 circa, acquisito da Macromedia nel 1993 e divenuto Macromedia Director, e infine acquisito da Adobe a partire dalla versione 11 del 2008. Adobe ne ha cessato la vendita e il supporto nel 2017.
Director consente la creazione di applicazioni multimediali stand-alone (ossia un singolo eseguibile) e installation-less (senza necessità di installazione) che possono essere distribuite con CD o DVD. È possibile anche distribuire le applicazioni via Web poiché il software consente l'esportazione in formato ShockWave Flash, leggibile attraverso un plugin per tutti i più comuni browser.

## Filosofia e funzionamento
Director mutua i concetti del cinema (come il titolo stesso fa presupporre): abbiamo dunque uno Stage che è il palcoscenico, ossia la finestra dove girerà l'applicazione; abbiamo poi il Cast, cioè tutta quella serie di contenuti che compongono l'applicazione: testi, musiche, immagini, suoni, grafica. Un altro elemento è lo Score, ossia un diagramma che mostra sull'asse y qual è l'oggetto che compie l'azione e sull'asse x quando la effettua.
Integrando le informazioni di queste tre schermate l'autore ha il pieno controllo dei contenuti multimediali, determinandone la visualizzazione temporizzata, l'animazione, e la sparizione.
Director dunque sembra nascere come sistema per fare animazioni, ma col tempo si è evoluto consentendo la realizzazione di applicazioni multimediali più complesse.
Dalla versione 7 si è arricchito con shockwave 3d che permette le gestione nativa di grafica 3D anche piuttosto complessa. Non è infrequente vedere realizzati con Director veri e propri giochi 3D distribuiti tramite web o cd multimediali con viaggi virtuali.

## Il linguaggio di scripting
Ad ogni oggetto e/o ad ogni frame di animazione è possibile associare uno script che consente la realizzazione di comportamenti complessi. Il linguaggio di scripting, che si chiama Lingo, dispone di circa 1000 comandi, e consente una dot notation, ossia oggetto.proprietà.metodo(parametri).